# Burgstall Weißenburg
Der Burgstall Weißenburg bezeichnet die Stelle eine abgegangene Höhenburg auf einem nach Norden gerichteten 380 m ü. NN hohen Bergvorsprung über der Neuen Weinsteige im Garten hinter der abgebrochenen Villa Weißenburg im Weißenburgpark rund 1400 Meter südlich der Stadtmitte der Landeshauptstadt Stuttgart in Baden-Württemberg.

## Geschichte
Die vermutete Erbauungszeit der Burg ist vor 1250 anzunehmen, da in benachbarten Weinbergen stauferzeitliche Buckelquader gefunden wurden. Erbauer waren wohl die Grafen von Württemberg. Nach einer anderen Ansicht könnten auch die Markgrafen von Baden die Burg errichtet haben, da Stuttgart in der ersten Hälfte des 13. Jahrhunderts in der Hand des Hauses Baden war.  1263 wurde die Burg erstmals erwähnt, als Graf Ulrich von Wirtenberg eine Urkunde auf der Weißenburg (aput Wizenburc) zugunsten des Klosters Sirnau ausstellte. Am 18. Januar 1270 wurden die württembergischen Ministerialen von Weißenburg bei einer Urkundsbezeugung erwähnt. Für die Jahre 1302 und 1312 sind Friedrich von Weißenburg, seine Frau Adelheid und die Söhne Diethelm und Konrad von Weißenburg nachgewiesen. 1338 werden noch ein Rudolf und ein Hans von Weißenburg erwähnt. Ansonsten ist nichts über die Familie bekannt, die wohl kurz darauf im Mannesstamm erloschen ist. Die Hauptaufgabe der Burgleute bestand wohl darin, den südlichen Zugang zur Stadt zu sichern.
Ende des 13. Jahrhunderts war die Burg im Besitz des Berthold von Mühlhausen. Dies war wahrscheinlich der Grund, warum die Weißenburg, im Gegensatz zu den anderen Burgen Stuttgarts, in den Feldzügen König Rudolfs I. nicht zerstört wurde. Hintergrund der Auseinandersetzung waren Streitigkeiten des Habsburgers mit Graf Eberhard dem Erlauchten über Besitztümer, die einst den Staufern gehört und von den Wirtembergern eingezogen worden waren. König Rudolf konnte Stuttgart 1286 einnehmen und den Grafen zum Frieden zwingen, an den sich Eberhard jedoch nicht lange hielt. 1287 eroberte Rudolf Stuttgart erneut und ließ zur Abschreckung sämtliche Burgen der Umgebung niederbrennen. 
Von den Herren von Mühlhausen kam die Weißenburg wieder an die Herrschaft Wirtemberg. Nur 25 Jahre nach dem Krieg gegen König Rudolf kam es erneut zum Krieg: Im so genannten Reichskrieg von 1311 bis 1312 kämpfte Eberhard der Erlauchte gegen die Reichsstädte. Dabei fielen die Esslinger 1311 nach Stuttgart ein und zerstörten die Burg, die zu dieser Zeit von einem wirtenbergischen Burgvogt bewohnt war. 1623 sah man von der Burg noch etlich Steinriegel, zerfallenes Mauerwerk und den Burggraben. 1659 wurde die Anlage in einem Landbuch als „Weißenburg, abganngen Burgstall“ erwähnt. 1750 entdeckte man einen Burgkeller, der noch eine Menge Fußangeln enthielt.
Um 1844 wurde die Fellgersburg durch die Gebrüder Fellger auf dem Burggelände erbaut und diente zunächst als Luft- und Molken-Kuranstalt und später als private Erziehungs- und Bewahrungsanstalt.
Noch vor 1927 wird die Fellgersburg zur Villa Weißenburg für den Geheimen Hofrat Dr. h. c. Ernst Sieglin um- und ausgebaut. 1959 bis 1960 wird die Parkanlage umgestaltet und mit einer Aussichtsplatte auf dem Burghügel ausgestattet. 1964 wird die Villa Weißenburg abgebrochen.

## Beschreibung
Von der ehemaligen Burganlage sind keine sichtbaren Mauerreste erhalten geblieben, nur wenige Reste eines inneren und eines äußeren Halsgrabens sind noch sichtbar. Der Burghügel hat eine Ausdehnung von etwa 35 mal 15 Meter. Die kaum noch erkennbare Vorburg hatte ursprünglich eine Ausdehnung von etwa 50 mal 40 Metern. Der alte Zugang vom Tal zur Burg war die in ihrem Verlauf noch erkennbare „Burgstaig“. Von der Villa Weißenburg sind noch ein bewirtschaftetes Teehaus und ein Marmorsaal erhalten. Beide Bauten wurden 1989 restauriert.

## Sagen
Nach einer alten Sage soll die Weißenburg schon in der Zeit Karls des Großen bestanden haben. Auch soll der König der Franken auf der Burg genächtigt haben, als er einen Kriegszug nach Italien machte. Ihren Namen soll die Weißenburg von ihren glänzend weißen Türmen erhalten haben, die weithin sichtbar gewesen sein sollen. Die Burgvögte sollen Reisende mit einem Wegzoll belegt haben. Für die Schmuggler, die sich nachts an der Burg vorbeischleichen wollten, habe man Fußangeln ausgelegt.